# Трёхсторонняя контактная группа по мирному урегулированию ситуации на востоке Украины
Трёхсторонняя контактная группа по мирному урегулированию ситуации на востоке Украины (Минская группа, ТКГ, Контактная группа) — группа уполномоченных представителей Украины, ОБСЕ и России, сформированная летом 2014 года в качестве рабочего органа для решения оперативных вопросов, требующих взаимодействия между противоборствующими сторонами вооружённого конфликта на востоке Украины, в том числе вопросов, связанных с выполнением решений, принятых в так называемом «нормандском формате» (Германия, Франция, Россия, Украина).
5 сентября 2014 года в рамках Контактной группы был подписан Минский протокол, 12 февраля 2015 года — Комплекс мер по выполнению Минских соглашений, согласованный главами государств «нормандской четвёрки». 22 февраля 2022 года ТКГ фактически прекратила своё существование вместе с выходом России из Минских соглашений.

## Состав группы

### Создание и кадровые изменения
23 июня 2014 года на фоне интенсивных боевых действий, развернувшихся на востоке Украины, начались переговоры по урегулированию конфликта. Переговоры были организованы в рамках Контактной группы по урегулированию ситуации на Украине, в которую вошли представители России, Украины и ОБСЕ; своих представителей на переговоры назначали и самопровозглашённые ДНР и ЛНР (см. выше). Россию в Минске представлял российский посол на Украине Михаил Зурабов, отозванный в Москву 23 февраля после отстранения президента Виктора Януковича от власти и вернувшийся в Киев 7 июня.
Первоначально в состав Контактной группы также входили бывший президент Украины Леонид Кучма и Хайди Тальявини (спецпредставитель председателя ОБСЕ).
27 апреля 2015 года распоряжением президента Владимира Путина спецпредставителем России в Контактной группе стал кадровый дипломат, бывший российский посол в Сирии Азамат Кульмухаметов. Летом 2015 года Тальявини сменил австрийский дипломат Мартин Сайдик. 26 декабря 2015 года президент Путин подписал указ о назначении члена Совета безопасности РФ Бориса Грызлова полномочным представителем России в Контактной группе (Азамат Кульмухаметов продолжил работу в Контактной группе в качестве российского спецпредставителя).
2 октября 2018 года Леонид Кучма завершил свою работу в качестве полномочного представителя Украины в Контактной группе. 16 октября Украину на очередном заседании Контактной группы представлял дипломат и советник президента Порошенко Руслан Демченко. 22 ноября президент Порошенко назначил полномочным представителем Киева в Контактной группе Евгения Марчука, занимавшего ранее посты премьер-министра, главы СБУ и министра обороны Украины. Марчук до этого работал в подгруппе по безопасности. 19 мая 2019 года Марчук был освобождён от своих обязанностей.
3 июня 2019 года избранный президент Украины Владимир Зеленский вновь назначил Леонида Кучму представителем Украины в Трёхсторонней контактной группе.
30 июля 2020 года главой украинской делегации в ТКГ вместо Леонида Кучмы был назначен первый президент Украины Леонид Кравчук.

## 2014

### Попытки мирного урегулирования
19 июня в СМИ появились сообщения о подготовленном президентом Украины Петром Порошенко плане мирного урегулирования ситуации в Донбассе. План предусматривал следующие меры:
1. гарантии безопасности для всех участников переговоров;
2. освобождение от уголовной ответственности тех, кто сложил оружие и не совершил тяжких преступлений;
3. освобождение заложников;
4. создание 10-километровой буферной зоны на российско-украинской государственной границе и вывод незаконных вооружённых формирований;
5. гарантированный коридор для выхода незаконных вооружённых формирований;
6. разоружение незаконных вооружённых формирований;
7. создание в структуре МВД подразделений для осуществления совместного патрулирования;
8. освобождение незаконно удерживаемых административных зданий в Донецкой и Луганской областях.
9. восстановление деятельности местных органов власти;
10. возобновление центрального теле- и радиовещания в Донецкой и Луганской областях;
11. децентрализация власти (путем избрания исполкомов, защита русского языка — проект изменений в Конституцию);
12. согласование кандидатур губернаторов с представителями Донбасса;
13. досрочные местные и парламентские выборы;
14. программа создания рабочих мест в регионе.

20 июня Порошенко заявил о приостановлении силами АТО огня на период с 20 по 27 июня. В тот же день Порошенко обнародовал окончательный вариант своего мирного плана.
23 июня с участием представителей Украины, международных наблюдателей, Российской Федерации и самопровозглашённых республик состоялась первая встреча Контактной группы по мирному урегулированию ситуации на востоке Украины. Порошенко на переговорах представлял Леонид Кучма. В первых переговорах кроме Кучмы приняли участие председатель общественной организации «Украинский выбор» Виктор Медведчук, лидер организации «Юго—Восток» Олег Царёв, посол с России на Украине Михаил Зурабов, де-факто премьер-министр ДНР Александр Бородай и председатель Народного Совета ЛНР Алексей Карякин.
27 июня состоялся второй раунд переговоров Контактной группы, по результатам которого вооружёнными формированиями сепаратистов были освобождены наблюдатели ОБСЕ, захваченные ещё в начале июня. В ответ на это украинские власти продолжили одностороннее перемирие до конца недели — 30 июня. 
2 июля президент Порошенко после возобновления АТО заявил о готовности вернуться к режиму прекращения огня, но только при условии, если оно будет двусторонним. Среди условий также было названо установление контроля над границей при мониторинге ОБСЕ.
Провести встречу в формате ОБСЕ — Россия — Украина хотели и в июле, но в тот период украинская армия активно наступала, занимая один город за другим, а 17 июля на востоке Донецкой области был сбит пассажирский самолёт Boeing 777. 23 июля стало известно, что Контактная группа договорилась о доступе международных миссий к месту падения «Боинга».
1 августа на встрече Контактной группы была обсуждена ситуация в районе катастрофы авиалайнера Боинг-777. Участники поддержали необходимость обеспечения дальнейшего безопасного доступа международных следователей к месту происшествия до тех пор, пока не будут завершены следственные мероприятия.
3 сентября на фоне разворачивающегося контрнаступления вооружённых формирований сепаратистов состоялся телефонный разговор между президентами Украины и Российской Федерации, в ходе которого президент Путин предложил свой план действий:
1. Прекратить активные наступательные действия Вооружённых сил Украины и вооруженных формирований сепаратистов
2. Отвести вооружённые подразделения силовых структур Украины на расстояние, исключающее возможность обстрела населённых пунктов артиллерией и всеми видами систем залпового огня.
3. Предусмотреть осуществление полноценного и объективного международного контроля за соблюдением условий прекращения огня и мониторингом обстановки.
4. Исключить применение боевой авиации против мирных граждан и населённых пунктов в зоне конфликта.
5. Организовать обмен насильственно удерживаемых лиц по формуле «всех на всех».
6. Открыть гуманитарные коридоры для передвижения беженцев и доставки гуманитарных грузов в города и другие населённые пункты Донбасса.
7. Обеспечить возможность направления в пострадавшие населённые пункты ремонтных бригад для восстановления разрушенных объектов социальной и жизнеобеспечивающей инфраструктуры[25] .

5 сентября Контактная группа договорилась о двустороннем прекращении огня. Был подписан протокол по мерам, направленным на имплементацию мирного плана президента Украины Петра Порошенко и инициатив президента России Владимира Путина:
1. обеспечить немедленное двустороннее прекращение огня;
2. обеспечить мониторинг и верификацию со стороны ОБСЕ режима прекращения огня;
3. осуществить децентрализацию власти, в том числе путем принятия Закона Украины «О временном порядке местного самоуправления в отдельных районах Донецкой и Луганской областей» (Закон об особом статусе);
4. обеспечить постоянный мониторинг на российско-украинской государственной границе и верификацию со стороны ОБСЕ с созданием зоны безопасности в приграничных районах Украины и Российской Федерации;
5. немедленно освободить всех заложников и незаконно удерживаемых лиц;
6. принять закон о недопущении преследования и наказания лиц в связи с событиями, которые произошли в отдельных районах Донецкой и Луганской областей Украины. Позже президент Порошенко заявил, что это касается лиц, не совершивших убийств и покушений на жизнь государственных деятелей;
7. продолжить инклюзивный общенациональный диалог;
8. принять меры для улучшения гуманитарной ситуации в Донбассе;
9. обеспечить проведение досрочных местных выборов в соответствии с Законом Украины «О временном порядке местного самоуправления в отдельных районах Донецкой и Луганской областей» (Закон об особом статусе);
10. вывести незаконные вооружённые формирования, военную технику, а также боевиков и наёмников с территории Украины;
11. предоставить гарантии личной безопасности для участников консультаций.

План подписали Леонид Кучма, Михаил Зурабов, Александр Захарченко, Игорь Плотницкий.
Президент Порошенко отдал приказ начальнику Генштаба Виктору Муженко о прекращении огня с 18:00 5 сентября.
19 сентября на заседании Контактной группы был утверждён Меморандум о двустороннем прекращении применения оружия:
1. Прекращение применения оружия считается общим.
2. Остановка подразделений и формирований сторон на линии соприкосновения по состоянию на 19 сентября.
3. Запрет на применение всех видов оружия и ведение наступательных действий.
4. В течение суток с момента принятия данного меморандума отвод средств поражения калибром более 100 миллиметров от линии соприкосновения на расстояние не менее 15 км с каждой стороны, в том числе из населённых пунктов, что даёт возможность создать зону прекращения применения оружия шириной не менее 30 км — зону безопасности. При этом отвести с линии соприкосновения сторон артиллерийские системы калибра более 100 миллиметров на удаление их максимальной дальности стрельбы. В частности: 100-мм пушки МТ-12 — 9 км; 120-мм миномёты — 8 км; 122-мм гаубицы (Д-30, 2С1 «Гвоздика») — 16 км; 152-мм гаубицы (2С5 «Гиацинт-С», 2С3 «Акация», 2С19 «Мста-С», 2А65 «Мста-Б») — 33 км, РСЗО 9К51 «Град» — 21 км, 9К57 «Ураган» — 36 км, 9К58 «Смерч» — 70 км, РСЗО «Торнадо-Г» — 40 км, РСЗО «Торнадо» — 70 км, РСЗО «Торнадо-С» — 120 км; тактические ракетные комплексы — 120 км.
5. Запрет на размещение тяжёлых вооружений и тяжёлой техники в районе, ограниченном определёнными населенными пунктами.
6. Запрет на установку новых минно-взрывных инженерных заграждений в пределах зоны безопасности, обязательства на снятие ранее установленных минно-взрывных заграждений в зоне безопасности.
7. Запрет на полёты авиации и иностранных летательных аппаратов, кроме аппаратов ОБСЕ, над зоной безопасности.
8. Развёртывание в зоне прекращения применения оружия мониторинговой миссии ОБСЕ в составе группы наблюдателей в течение суток с момента принятия данного меморандума. Указанную зону целесообразно разделить на сектора, количество и границы которых согласовать в ходе подготовки к работе мониторинговой группы наблюдательной миссии ОБСЕ.
9. Вывод всех иностранных наёмников из зоны конфликта как с одной, так и с другой стороны.

Документ подписали Леонид Кучма, Михаил Зурабов, Александр Захарченко и Игорь Плотницкий.
Ситуация на юго-востоке Украины после подписания документа, однако, оставалась крайне напряжённой.

## 2015
11 февраля лидеры «нормандской четвёрки» собрались в Минске. На заключительном этапе к ним присоединилась спецпредставитель председателя ОБСЕ в Трёхсторонней контактной группе по урегулированию ситуации на востоке Украины Хайди Тальявини. В результате переговоров была принята Декларация в поддержку Комплекса мер по выполнению Минских соглашений, принятого Трёхсторонней контактной группой по урегулированию ситуации на востоке Украины. Комплекс мер по выполнению Минских соглашений предусматривал «незамедлительное и всеобъемлющее прекращение огня в отдельных районах Донецкой и Луганской областей Украины и его строгое выполнение» с 15 февраля, отвод тяжёлых вооружений обеими сторонами на равные расстояния в целях создания зоны безопасности, а также мониторинг и верификацию ОБСЕ режима прекращения огня и отвода тяжёлого вооружения с применением всех необходимых технических систем, включая спутники, БПЛА и радиолокационные системы.

### Создание и результаты деятельности тематических (рабочих) подгрупп
Комплексом мер от 12 февраля 2015 года было предусмотрено создание в составе Контактной группы рабочих подгрупп, однако этот вопрос был решён лишь в начале мая, после вмешательства глав государств «нормандской четвёрки».
6 мая заработали четыре тематические подгруппы — по безопасности, политике, экономике и гуманитарным вопросам. В подгруппе по безопасности обсуждаются вопросы прекращения огня, отвода тяжёлого вооружения от линии соприкосновения; в подгруппе по гуманитарным вопросам — вопросы доставки гуманитарной помощи в Донбасс, восстановления инфраструктуры и обмена пленными; в подгруппе по экономике — вопросы восстановления экономических связей Донбасса и Украины, снятия экономической блокады с Донбасса, восстановления банковской системы в ОРДЛО, а также возобновления выплаты зарплат, пенсий и социальных пособий Украиной в ОРДЛО; в подгруппе по политике — особый статус отдельных районов Донбасса, местные выборы и конституционная реформа, которая должна привести к децентрализации власти.
29 сентября в качестве дополнения к Комплексу мер от 12 февраля 2015 года Контактная группа подписала документ об отводе тяжёлых вооружений калибром менее 100 мм. Согласно документу, вооружение калибром менее 100 мм должно быть отведено обеими сторонами от линии соприкосновения на 15 км. 30 сентября это соглашение подписали главы ДНР и ЛНР. Отвод вооружения был завершён в начале ноября.
В течение года было проведено несколько обменов пленными и насильственно удерживаемыми лицами.
26 ноября представитель Украины в Контактной группе по Украине Леонид Кучма заявил, что Минские соглашения не могут быть реализованы в полной мере до конца 2015 года. 22 декабря Контактная группа договорилась о продолжении своей работы в 2016 году. 30 декабря лидеры стран «нормандской четвёрки» договорились об окончательном продлении действия Минских соглашений на 2016 год.

## 2016
2 марта Контактная группа по Украине подписала соглашение о разминировании на 12 согласованных участках вдоль линии соприкосновения в Донбассе. Речь в первую очередь идёт о территориях, находящихся в непосредственной близости от контрольно-пропускных пунктов, и дорогах, ведущих к ним. Разминирование должно было завершить до 31 марта. В этот же день стороны конфликта договорились с 4 марта полностью прекратить учения с боевой стрельбой в 30-километровой зоне вдоль линии соприкосновения.
Летом на фоне тупиковой ситуации с реализацией минских договорённостей в зоне конфликта произошло обострение ситуации.
21 сентября было подписано Рамочное решение о разведении сил и средств, на подготовку которого ушло три месяца. В качестве «пилотных участков» для его осуществления были выбраны Станица Луганская, село Петровское и город Золотое. 1 октября силы были разведены в Золотом, 5 октября Контактная группа согласовала дату разведения сил и средств в районе села Петровское к югу от Донецка, и 7 октября силы были разведены. Однако назначенное на 9 октября разведение сил в Станице Луганской было сорвано украинской стороной и в дальнейшем в течение 2016—2019 годов отменялось Украиной около 80 раз. ВСУ не только не приступили к разведению в Станице Луганской, но более того — вернули технику, обустроили новые позиции и начали их укреплять в населённых пунктах Петровское и Золотое, где разведение уже было произведено.
21 сентября на заседании Контактной группы также была достигнута договорённость об обмене пленными по формуле «всех на всех». Непризнанные республики должны были передать Украине 47 человек (в том числе ДНР — 42), Украина обязалась передать 618 человек. Позднее, однако, переговоры сорвались в связи с задержанием в Москве Романа Сущенко, который был обвинён в шпионаже в пользу Украины. Украина обвинила российские власти в попытке взять нового заложника. В МИД Украины заявили, что поездки в Россию для граждан Украины опасны. Это негативным образом сказалось и на работе Контактной группы в целом, и на перспективах обмена пленными.

## 2018
В течение 2018 года в рамках Контактной группы стороны конфликта несколько раз договаривались о прекращении огня:
- с 30 марта — в связи с пасхальными праздниками,
- с 1 июля — в связи с уборкой урожая,
- с 29 августа — в связи с началом учебного года,
- с 29 декабря — в связи с Новым годом.

## 2019
14 февраля в Минске прошёл очередной раунд переговоров по мирному урегулированию ситуации на Донбассе. МИД ДНР сообщило, что за время конфликта украинские власти задолжали жителям ДНР пенсионные выплаты на общую сумму 71,6 млрд гривен (2,6 млрд долларов). Этот вопрос поднимался на заседании подгруппы по экономическим вопросам Контактной группы в Минске. Было отмечено, что из общего числа состоящих на учёте на  ДНР пенсионеров более половины — 370 тыс. человек — не имеют возможности получать пенсию на Украине. По состоянию на 1 февраля 2019 года, примерно 40 % из них — маломобильные граждане. Несмотря на это, на заседании подгруппы украинская сторона отказалась внедрять предложенный Международным комитетом Красного Креста механизм выплаты пенсий маломобильным гражданам. Украинская сторона продолжает настаивать на том, что выплата пенсий на неподконтрольных территориях невозможна ввиду отсутствия возможности верифицировать получателей пенсий и избежать манипуляций и злоупотреблений в выплате пенсий.
Тогда же полномочный представитель РФ в Контактной группе Борис Грызлов заявил агентству ТАСС, что российская делегация призвала ОБСЕ требовать от Украины исполнения ранее принятых обязательств по освобождению удерживаемых лиц и обмена по формуле «всех установленных на всех установленных». По его словам, Украина отказывается от контактов с представителями ДНР и ЛНР, несмотря на попытки координатора от ОБСЕ разблокировать работу подгруппы. Кроме того, Украина, по словам Грызлова, «по-прежнему саботирует введение в действие закона об особом статусе Донбасса по формуле Штайнмайера».
13 марта представитель Украины в гуманитарной подгруппе Контактной группы Ирина Геращенко сообщила в Facebook о готовности к обмену 25 содержащихся в заключении на Украине российских граждан «на наших» и о готовности помиловать 72 сепаратистов в обмен на 19 украинских граждан, содержащихся в заключении на Донбассе. Ирина Геращенко также заявила, что российская сторона срывает переговоры гуманитарной группы «заявлениями, что Россия якобы не является участником и стороной конфликта на Донбассе», и «пытается навязать Киеву условие прямого диалога» с Донецком и Луганском.

### Президентство Владимира Зеленского
3 июня вступивший в должность новоизбранный президент Украины Владимир Зеленский назначил Леонида Кучму представителем Украины в Трёхсторонней контактной группе по урегулированию в Донбассе (ТКГ).
5 июня состоялась первая после президентских выборов встреча ТКГ, результаты которой вселили надежду на прогресс в урегулировании отношений между Киевом и непризнанными республиками:
- стороны договорились о подготовке нового соглашения о прекращении огня, причём было высказано понимание, что это новое соглашение должно в обязательном порядке предусматривать реально действенные меры контроля за соблюдением перемирия: запрет на ответный огонь и запрет на обстрел гражданских объектов (школ, детских садов)[51][52];
- был поднят вопрос о снятии экономической блокады с неподконтрольных Киеву территорий Донбасса[53];
- российский представитель в ТКГ Борис Грызлов сообщил, что 10 июня должно начаться разведение сил в Станице Луганской.

Сообщения о возможном принятии в рамках ТКГ компромиссных решений вызвали резкую критику со стороны бывшего президента Петра Порошенко, генпрокурора Юрия Луценко и ряда представителей доживающего последние дни депутатского корпуса, которые восприняли это как капитуляцию перед Россией. Руководство ВСУ дало понять, что ни о каком отказе от ответного огня не может быть и речи. На линии разграничения усилились обстрелы из всех видов оружия.
В результате все высказывавшиеся предложения к следующему заседанию ТКГ, состоявшемуся 19 июня, были дезавуированы. Соглашение о прекращении огня не было подписано, разведение сил в районе Станицы Луганской в очередной раз было сорвано, а в отношении снятия экономической блокады было заявлено, что никакой блокады нет, а существуют лишь временные ограничения на торговлю с неподконтрольными территориями, и вопрос об их снятии может быть рассмотрен лишь после возвращения предприятий Донбасса в правовое поле Украины.
19 июня Зеленский назначил четырёх уполномоченных представителей Украины в рабочих подгруппах Трёхсторонней контактной группы: Богдан Бондарь уполномочен представлять Украину в рабочей подгруппе по вопросам безопасности; Игорь Веремий — в рабочей подгруппе по социально-экономическим вопросам, Валерия Лутковская — в рабочей подгруппе по гуманитарным вопросам и Александр Моцик — в рабочей подгруппе по политическим вопросам.
Разведение сил и средств на участке линии соприкосновения в районе Станицы Луганской всё же было проведено к 1 июля, что подтвердила Специальная мониторинговая миссия (СММ) ОБСЕ. Зеленский в своём видеообращении назвал это «первым шагом к устойчивому прекращению огня по всей линии разграничения, который стал возможным благодаря разблокированию Минского процесса».
9 июля Владимир Зеленский назначил Романа Бессмертного уполномоченным представителем Украины в рабочей подгруппе ТКГ по политическим вопросам вместо Александра Моцика.
17 июля на заседании ТКГ была достигнута договорённость о бессрочном прекращении огня с 21 июля, а также о полном доступе наблюдателей СММ ОБСЕ на всю территорию Украины.
ТКГ в своём заявлении подчеркнула важность принятия и соблюдения соответствующих приказов о прекращении огня, о чём будут сделаны публичные заявления высшего командования сторон, эффективного применения дисциплинарных мер в случаях нарушений режима прекращения огня и уведомления о них СММ ОБСЕ, отказа от наступательных действий и разведывательно-диверсионных операций. Также была подчёркнута важность «неприменения любого вида огня, включая снайперский, размещения тяжёлого вооружения в населённых пунктах и в их близости, в первую очередь на объектах гражданской инфраструктуры, включая школы, детские сады, больницы и общественные помещения».
Кроме того, было достигнуто соглашение о скорейшем обмене пленными по формуле «69 на 208». Было согласовано решение о восстановлении разрушенного моста в районе Станицы Луганской.
31 июля на заседании Контактной группы стороны договорились о начале разминирования территорий, прилегающих к мосту в Станице Луганской. По завершении разминирования стороны одновременно произведут демонтаж своих фортификационных сооружений в районе моста, после чего приступят к его восстановлению.
6 августа Владимир Зеленский призвал лидеров стран «нормандской четвёрки» ускорить проведение саммита в Нормандском формате. Это обращение было вызвано гибелью четырёх украинских военнослужащих в районе Павлополя Донецкой области. По словам Зеленского, произошедший инцидент «направлен на подрыв не только текущего перемирия, но и переговорного процесса в целом… Украина искренне стремится к миру. Сегодня весь мир увидел, кто именно мира не хочет».
7 августа Владимир Зеленский сообщил на пресс-брифинге о своём телефонном разговоре с президентом России Владимиром Путиным: «Срочно ему позвонил, сказал, что это нас не приближает к миру: я очень вас прошу повлиять на ту сторону, чтобы они прекратили убийство наших людей». Были также подняты вопросы разминирования территории вокруг моста в Станице Луганской и его восстановления, а также вопрос об обмене пленными. Пресс-служба президента России представила свою собственную, принципиально отличающуюся, версию содержания разговора: «Президент России подчеркнул, что для деэскалации конфликта необходимо, прежде всего, исключить дальнейшие обстрелы украинскими войсками населённых пунктов Донбасса, приводящие к жертвам среди мирного населения… Подтверждена также исключительная важность последовательной реализации Минских договорённостей, включая юридические аспекты предоставления ДНР и ЛНР особого статуса. В этом контексте отмечена необходимость конструктивного диалога между сторонами, в том числе в рамках минской Контактной группы».
Роман Бессмертный, уполномоченный представитель Украины в рабочей подгруппе ТКГ по политическим вопросам, предложил прекратить участие Украины в работе Минской контактной группы до тех пор, пока не состоится саммит «нормандской четвёрки», прекратить поставки воды, электроэнергии, грузов на «оккупированные территории», приостановить все работы в районе Станицы Луганской.
13 августа Владимир Зеленский вывел Бессмертного из состава ТКГ. Решение президента объясняют различиями в видении Минского процесса и последними резкими заявлениями Бессмертного. Романа Бессмертного в политической подгруппе сменил дипломатический советник СБУ Валерий Гребенюк.
2 сентября на встрече в Берлине помощники лидеров стран-участниц «нормандской четвёрки» обсудили условия, при которых может состояться саммит «нормандской четвёрки». Российская сторона настаивает на предварительном выполнении договорённостей прошлого саммита 2016 года (имеется в виду разведение сил в Петровском и Золотом), а также на согласовании «формулы Штайнмайера», касающейся вступления в силу закона об особом статусе Донбасса после проведения там выборов, которые должны быть признаны ОБСЕ честными и свободными.
11 сентября советники лидеров Германии, России, Украины и Франции согласовали общую редакцию «формулы Штайнмайера». Было условлено утвердить документ 18 сентября на заседании ТКГ в Минске.
18 сентября, однако, встреча ТКГ закончилась провалом. Леонид Кучма заявил, что не подпишет согласованную редакцию «формулы Штайнмайера», поскольку это вызовет протесты на Украине. Министр иностранных дел Украины Вадим Пристайко заявил, что Контактная группа не согласовала письменно «формулу Штайнмайера» из-за «технического недоразумения».
1 октября Контактная группа утвердила в письменном виде единую редакцию «формулы Штайнмайера» и согласовала разведение сил конфликтующих сторон в Петровском и Золотом. Представитель ОБСЕ Мартин Сайдик сообщил, что разведение сил в Петровском и Золотом начнётся 7 октября.
Разведение войск в районе населённых пунктов Петровское и Золотое, запланированное на 7 октября и несколько раз переносившееся, в конце концов было сорвано. В «серую зону» в районе Золотого прибыла группа «ветеранов-добровольцев» из батальона «Азов» (членов «Национального корпуса») под командованием Андрея Билецкого, который заявил, что он и его подчинённые намерены «защищать каждый сантиметр украинской земли» и собираются занять позиции ВСУ в случае их отвода от линии соприкосновения. Билецкий заявил, что его люди останутся на линии столкновения у Золотого до тех пор, пока руководство Украины официально не откажется от идеи отвода войск и «формулы Штайнмайера», либо до возвращения ВСУ на позиции в случае, если отвод все-таки состоится.
27 октября Офис президента Украины сообщил о разоружении бойцов батальона «Азов», находившихся на территории посёлка Золотое. 29 октября в посёлке Золотое начался отвод сил и средств. 12 ноября стороны конфликта успешно развели войска на последнем пилотном участке — у села Петровское.
18 декабря состоялось первое после саммита «нормандской четвёрки» и последнее в 2019 году заседание ТКГ, где не удалось согласовать обмен удерживаемыми лицами, к которому готовились несколько месяцев. По словам представителя ЛНР в гуманитарной подгруппе ТКГ, украинская сторона не осуществила так называемую процессуальную очистку людей, которые должны быть обменены, тогда как ЛНР и ДНР со своей стороны завершили все подготовительные процедуры. В заседании впервые приняла участие швейцарский дипломат Хайди Грау, которая в 2020 году в качестве представителя председателя ОБСЕ заменит в ТКГ австрийца Мартина Сайдика.
23 декабря представителям Киева, Донецка и Луганска удалось согласовать условия освобождения и обмена удерживаемых лиц. Обмен прошёл 29 декабря под Горловкой. Участниками обмена стало более 190 человек, в том числе пятеро бывших сотрудников спецподразделения «Беркут», обвиняемых по делу о «Евромайдане».

## 2020
16 января состоялось первое в 2020 году заседание ТКГ. Заседание показало, что ключевые проблемы не нашли своего решения. На участке разведения войск в районе Петровского продолжались обстрелы, отсутствовало продвижение по политическим вопросам.
12 марта на переговорах Трёхсторонней контактной группы была достигнута договорённость о разведении сил в Донбассе, а также об одновременном открытии новых пунктов пропуска через линию соприкосновения в населённых пунктах Золотое—Первомайск и Счастье—Луганск (в итоге в ноябре пункты пропуска открылись лишь с украинской стороны; в Донбассе ситуацию объяснили тем, что украинская сторона не обеспечила в «Счастье» автомобильный переезд, то есть не до конца выполнил свои обязательства). Стороны предварительно согласовали «механизм оперативного реагирования на факты нарушений режима прекращения огня» и пришли к соглашению о создании Консультативного совета по урегулированию в Донбассе, который должен был бы вырабатывать рекомендации по политическим вопросам и способствовать прямому диалогу между самопровозглашёнными республиками Донбасса и Киевом (позднее украинская сторона отказалась от выполнения этой договорённости). Участники переговоров впервые закрепили свои обязательства в итоговом протоколе. В переговорах принимали участие глава офиса президента Украины Андрей Ермак и заместитель руководителя администрации президента России Дмитрий Козак.
С 27 марта переговоры ТКГ из-за пандемии коронавируса стали проводиться в формате видеосвязи.
16 апреля между Украиной, ДНР и ЛНР состоялся единственный в этом году обмен удерживаемыми лицами, в ходе которого Украина передала ДНР и ЛНР 17 человек и получила 20 человек.
4 мая Андрей Ермак заявил, что Украина намерена увеличить численность своей делегации в ТКГ и повысить её статус, а также не намерена вести переговоры с представителями ДНР и ЛНР (главами внешнеполитических ведомств ДНР и ЛНР Натальей Никоноровой и Владиславом Дейнего). Было заявлено, что приемлемой для себя стороной переговоров украинские власти считают представителей гражданского общества из Донбасса, «у которых есть лишь украинское гражданство, которые не принимали никакого участия в войне против Украины,… не убивали наших солдат, не принимали преступных решений». 5 мая Владимир Зеленский утвердил новый состав украинской делегации в ТКГ. Первым заместителем главы делегации Леонида Кучмы был назначен вице-премьер, министр по вопросам реинтеграции временно оккупированных территорий Украины Алексей Резников. Алексею Резникову было поручено определить критерии отбора из числа вынужденных переселенцев из Донбасса ещё десять человек для подключения к переговорам во всех подгруппах ТКГ. С 11 июня в работе политической подгруппы ТКГ принимают участие журналисты Денис Казанский и Сергей Гармаш, которые в 2014 году покинули Донецк в связи с военными действиями. Луганскую область представляют юрист и общественник Вадим Горан, а также известный врач Константин Либстер.
В начале июля агентство ТАСС опубликовало интервью с Дмитрием Козаком, посвящённое отношениям с Украиной. В частности, он отметил: «Мы с пониманием относимся к тому, что нашим коллегам из Киева достаточно трудно принимать решения в тех внутриполитических условиях, в которых они сегодня находятся. Мы видим, что любая их попытка сделать конструктивный шаг для выполнения Минских соглашений вызывает бурную обструкцию со стороны их политических оппонентов, в том числе их предшественников, которые как раз и являются соавторами всех Минских соглашений». По его словам, из-за такого давления надежды на улучшение ситуации после избрания президентом Украины Владимира Зеленского если не окончательно рухнули, то «стремительно рассеиваются». Как утверждает Козак, «представители России в контактной группе имеют простые и однозначные директивы поддерживать любые договорённости, которые будут достигнуты между Донбассом и Украиной с целью предотвращения эскалации и мирного политического урегулирования конфликта».
15 июля Верховная рада утвердила распоряжение о проведении 25 октября 2020 года очередных местных выборов. При этом проведение местных выборов на территории отдельных районов Донецкой и Луганской областей (ОРДЛО) не предусматривалось. Голосование в этих регионах, согласно утверждённому документу, будет возможно только при условии «окончания временной оккупации и вооружённой агрессии Российской Федерации против Украины». Как заявил Андрей Ермак, «на территории, где могут пройти выборы, не должно быть ни вооружённых иностранцев, ни незаконных вооружённых формирований, граница должна быть под контролем правительства Украины».
22 июля Контактная группа согласовала дополнительные меры по обеспечению перемирия в Донбассе, которые вступили в силу 27 июля. Эти меры предполагают полный запрет на ведение огня, наступательных, разведывательных и диверсионных действий, использование авиации, размещение вооружения в населённых пунктах и вблизи них. Они также предусматривают дисциплинарную ответственность за нарушение режима прекращения огня. В документе разъясняется, что под наступательными действиями следует понимать и какие-либо попытки изменить позиционное размещение войск, которое сложилось на 22 июля, включая дополнительное инженерное оборудование позиций. Договорённости об установлении режима прекращения огня в Донбассе стали единственным значимым итогом работы ТКГ за год.
30 июля главой украинской делегации в ТКГ вместо Леонида Кучмы был назначен первый президент Украины Леонид Кравчук. Его заместителем в делегации стал бывший премьер-министр Украины Витольд Фокин.
В начале августа Андрей Ермак в интервью агентству Reuters заявил о подготовке обмена заключёнными между Украиной и непризнанными республиками. По его словам, речь шла примерно о «сотне человек» с каждой стороны.
В конце августа на Украине разразился скандал по поводу интервью Витольда Фокина изданию Strana.ua, которое было опубликовано 29 августа: «И с той стороны, и с другой стороны было совершено много преступлений, которые в конечном итоге должны быть расследованы, и виновные пусть понесут наказание. Но сегодня, чтобы прекратить войну и уберечь жизни бойцов и командиров, моя позиция — нужно объявить всеобщую амнистию, провести выборы, решить вопрос особого статуса отдельных районов, а лучше — всего Донбасса»,— сказал Фокин. Эти слова немедленно вызвали реакцию со стороны партии «Европейская солидарность», возглавляемой экс-президентом Петром Порошенко. Она потребовала устранения Фокина из состава украинского представительства в ТКГ. Её поддержал ряд депутатов пропрезидентской фракции «Слуга народа». Пресс-служба МВД распространила заявление министра Арсена Авакова, в котором тот называет призывы к всеобщей амнистии и предоставлению особого статуса всему украинскому Донбассу противоречащими национальным интересам. Андрею Ермаку пришлось оправдываться перед оппозицией: «Давайте отделять личную позицию от позиции делегации. Витольд Фокин только что присоединился к переговорному процессу и разбирается с тематикой. И как раз некоторые одиозные и двусмысленные формулировки, на которые почему-то согласилась предыдущая власть, сегодня украинская сторона пытается смягчить или применить исключительно в пределах национальных интересов Украины»,— заявил он. От заявлений Фокина дистанцировались даже его коллеги по украинской делегации в ТКГ. Так, журналист Сергей Гармаш, представляющий в украинской делегации Донецкую область, заявил, что предоставление двум восточным областям особого статуса не остановит конфликт, а наоборот, спровоцирует его эскалацию. Не поддержал мнение своего заместителя и Леонид Кравчук. В эфире канала «Эспрессо» он заявил, что сказанное Витольдом Фокиным отражает только его собственную позицию.
В конце августа — начале сентября наибольший резонанс в СМИ и украинском обществе получил конфликт между ДНР и ВСУ в отношении украинских инженерных сооружений в районе населённого пункта Шумы (под Горловкой). Совместная инспекция украинских позиций, которую планировалось провести в соответствии с соглашением о дополнительных мерах по обеспечению перемирия в Донбассе, вступивших в силу 27 июля, была сорвана, причём украинская оппозиция обвинила власти в чрезмерных уступках «боевикам» и чуть ли не в госизмене.
14 сентября Андрей Ермак вновь заявил о подготовке обмена удерживаемыми лицами. В ДНР, однако, дали понять, что перспектива новых обменов зависит от того, будут ли внесены поправки в принятое 15 июля постановление Верховной рады о местных выборах. В непризнанных республиках хотели, чтобы выборы проводились в том числе и на неподконтрольных Киеву территориях, однако в постановлении Верховной рады было заявлено, что местные выборы в неподконтрольных Киеву регионах возможны только при условии «окончания временной оккупации и вооружённой агрессии Российской Федерации против Украины». В Москве, Донецке и Луганске такую формулировку сочли противоречащей минским соглашениям. Верховная рада тем не менее отказалась вносить изменения в своё решение.
30 сентября президент Владимир Зеленский освободил Витольда Фокина от должности первого заместителя главы делегации Украины в ТКГ за «отступление от справедливой оценки временной оккупации Россией Крыма, города Севастополя, отдельных районов Донецкой и Луганской областей».
14 октября ДНР и ЛНР представили в ТКГ разработанную ими «дорожную карту» — «План действий по урегулированию конфликта в отдельных районах Донецкой и Луганской областей Украины в соответствии с Минскими соглашениями», однако Украина отказалась её рассматривать.
2 ноября Киев предложил свой собственный «План совместных шагов участников Трёхсторонней контактной группы по выполнению Минских соглашений». Этот план предусматривал возвращение ВСУ в места постоянной дислокации в Донбассе к 10 декабря и начало обмена пленными с 15 декабря, причём уже из названия документа следовало, что «совместные шаги» должны были осуществлять Украина и Россия при посредничестве ОБСЕ. Такая трактовка отвергается и Россией, и непризнанными республиками, поскольку она противоречит резолюции СБ ООН № 2202 от 17 февраля 2015 года, которой одобрен «Комплекс мер по выполнению Минских соглашений».
Для того, чтобы вывести переговоры из тупика, вызванного отказом Украины от прямых переговоров с ДНР и ЛНР, Франция и Германия предложили разделить Минские соглашения на так называемые кластеры. Идея состояла в том, чтобы согласовать последовательность действий сторон по реализации «Комплекса мер», а затем передать кластеры в ТКГ в виде рекомендаций для совместной разработки Украиной и Донбассом «дорожной карты» — окончательного мирного плана урегулирования конфликта в соответствии с Минскими соглашениями. 12 ноября советники президента Франции и канцлера Германии Эммануэль Бонн и Ян Хеккер представили коллегам по «нормандскому формату» — Дмитрию Козаку и Андрею Ермаку — первый проект «Ключевых кластеров по реализации Минских соглашений».
30 ноября Украина обвинила ДНР и ЛНР в нарушении режима прекращения огня, а также в использовании российской военной техники и вооружений в ходе «диверсионно-разведывательной операции» и потребовала созыва внеочередного заседания ТКГ. Было объявлено, что в районе линии разграничения с ЛНР ВСУ сбили БПЛА типа «Гранат», который входит в новейший российский комплекс «Наводчик-2». По словам украинских военных, противник также пытался использовать «средства минирования российского производства» — в частности, запрещённые Женевской конвенцией противопехотные фугасные мины (ПФМ-1). Пресс-служба Народной милиции ЛНР отвергла обвинения в использовании запрещённых мин как ложные, поскольку эти средства минирования «запрещены к использованию международными конвенциями и никогда не находились на вооружении и хранении у Народной милиции ЛНР, но в многомиллионном количестве до сих пор хранятся на складах вооружённых сил Украины».

## 2021
По состоянию на конец марта на рассмотрении политических советников руководителей стран «нормандского формата» оставались три основных документа: украинский проект кластеров от 19 января, обновлённый проект Франции и Германии от 8 февраля и российские поправки к франко-германскому проекту от 16 февраля. Дмитрий Козак также передал советникам комментарии к украинскому документу от представителей ОРДЛО. Франко-германский проект содержит 11 кластеров, озаглавленных буквами латинского алфавита от А до К и разделённых на две графы: «Безопасность/Гуманитарные» и «Политические/Экономические». Меры по обеспечению безопасности в зоне конфликта перемежаются с политическими шагами.
К концу марта ситуация с обстрелами на линии разграничения резко обострилась. 26 марта, как сообщили в штабе Операции объединённых сил (ООС) Украины, четверо украинских военных погибли, двое получили ранения в результате обстрела населённого пункта Шумы. В ответ на «нарушение режима прекращения огня» украинские военные открыли ответный огонь. По версии ДНР, украинские военнослужащие погибли, подорвавшись на собственных минах.
Эскалацию конфликта была вынуждена признать и специальная мониторинговая миссия ОБСЕ. Согласно отчёту СММ от 3 апреля, произошёл впечатляющий рост нарушений режима прекращения огня: 594 нарушения в Донецкой области и 427 в Луганской (в предыдущий отчётный период перемирие нарушалось 255 и 31 раз, соответственно). В связи с этим Украина 6 апреля запросила экстренного созыва ТКГ.
Одновременно вице-премьер Украины по реинтеграции Алексей Резников заявил, что если по завершении связанного с пандемией карантина будет предложено продолжить консультации, как и ранее, в Минске, то украинская делегация не намерена возвращаться в Минск из-за «вражеской риторики Беларуси», которая «находится под влиянием РФ».
7 апреля Минобороны Украины наконец-то опубликовало на своём сайте заявление о том, что оно подтверждает свою приверженность согласованным в июле 2020 года «Мерам по усилению режима прекращения огня». До этого в Киеве несколько раз меняли свою трактовку подписанного документа. Изначально согласившись с тем, что стрелять в ответ можно только «по приказу соответствующего руководства ВСУ и руководства вооружённых формирований ОРДЛО», украинская сторона позже разрешила своим военным открывать ответный огонь «в случае нарушения противником режима тишины и возникновения угрозы жизни украинских военнослужащих», что не соответствовало изначальным договорённостям. После публикации на сайте Минобороны Украины нового заявления о приверженности согласованному в июле 2020 года варианту «Мер» российская сторона и переговорщики от ОРДЛО согласились провести экстренное заседание ТКГ, чтобы обсудить обострение в зоне конфликта. Заседание, однако, не привело к каким-либо результатам, поскольку украинская сторона отказалась обсуждать предложения по верификационному механизму.
<…>
Очередное заседание ТКГ, состоявшееся 23 июня, прошло в напряжённой атмосфере, вызванной тем, что накануне на линии огня ДНР потеряла четырёх военнослужащих и ещё пять были ранены. Как и ожидалось, переговоры завершились провалом. Тем временем глава украинской делегации в ТКГ Леонид Кравчук заявил в телеинтервью, что Украина ведёт консультации с США по вопросу их присоединения к переговорам «нормандской четвёрки», поскольку, по его словам, Франции и Германии недостаёт «твёрдости, системности и последовательности» в их давлении на Россию.
<…>
13 октября украинскими силовиками в районе пункта пропуска Первомайск—Золотое был захвачен Андрей Косяк, представитель ЛНР в Совместном центре контроля и координации прекращения огня (СЦКК). По заявлению представителей ЛНР, похищение произошло во время выполнения согласованных с украинской стороной работ по очистке автомобильной дороги в пределах участка разведения сил конфликтующих сторон. Украинская делегация в ТКГ заявила, что задержанный «под прикрытием проведения работ осуществлял разведку позиций, оставленных ВСУ, и был вооружён».
26 октября стало известно о первом боевом применении ВСУ в зоне конфликта БПЛА Bayraktar TB-2. По сообщениям, БПЛА был использован для нанесения удара по гаубице формирований ДНР, якобы обстреливавшей «с максимально возможной дальности» село Гранитное. Информацию о первом боевом применении БПЛА подтвердили в генштабе Украины, уточнив, что удар нанесли «по приказу главнокомандующего ВСУ генерал-лейтенанта Валерия Залужного». Сообщение о применении БПЛА появилось практически одновременно с известием о занятии ВСУ села Старомарьевка на линии соприкосновения сторон. В селе проживает 37 граждан России, получивших паспорта по упрощённой программе. Эти события произошли накануне заседания Трёхсторонней контактной группы, которое состоялось 27 октября.
Применение БПЛА Bayraktar спровоцировало новое обострение конфликта. Как отмечали наблюдатели ОБСЕ, режим прекращения огня стал нарушаться в два раза чаще, чем в 2020 году (за период с вечера 29 по вечер 31 октября режим прекращения огня в Донецкой области был нарушен 988 раз, а в Луганской — 471). Наблюдатели СММ ОБСЕ сообщали о перемещении боевой техники ВСУ, а также о неоднократных попытках заглушить сигнал её БПЛА, которые используются для наблюдения за местностью.
4 ноября вице-премьер-министр — министр по вопросам реинтеграции временно оккупированных территорий Алексей Резников, который от Украины участвовал в заседаниях Трёхсторонней контактной группы, был назначен новым министром обороны.
В ноябре на фоне новых обвинений в адрес России по поводу сосредоточения войск в районе российско-украинской границы и резких заявлений из Киева и Москвы переговоры на всех существующих площадках фактически зашли в тупик. В Трёхсторонней контактной группе переговоры сводятся к обсуждению вопроса о том, является ли Россия стороной конфликта.
Перед состоявшимся 8 декабря заседанием ТКГ Украина распространила документ «Необходимые шаги для разблокирования работы Трёхсторонней контактной группы, „нормандского формата“, выполнения Минских соглашений и общих согласованных итогов Парижского саммита в „нормандском формате“ 9 декабря 2019 года», реализация которого с привлечением стран «нормандского формата» и США, по мнению Зеленского, поможет разблокировать мирный процесс по Донбассу во всех существующих форматах. Непризнанные республики Донбасса и Россия, однако, назвали эти предложения имитацией мирного процесса. 22 декабря прошло последнее в 2021 году заседание ТКГ.

## 2022
22 февраля 2022 года ТКГ фактически прекратила своё существование вместе с выходом России из Минских соглашений. 2 сентября того же года президент Украины Зеленский отменил указы о представительстве Украины в Контактной группе.